# 桐山光侍
桐山 光侍（きりやま こうじ、1968年 - ）は、日本の漫画家。本名：桐山 浩二（読み同じ）。東京都杉並区出身。

## 経歴
1989年、『週刊ヤングマガジン』（講談社）掲載の『地球の上のいろんなあなた!』（桐山浩二名義）でデビュー。
1991年、『少年サンデー増刊』（小学館）にて野球漫画『戦国甲子園〜九犬士伝説〜』を連載。『週刊少年サンデー』（小学館）33号より本誌に移籍し、翌1992年27号まで連載。
1993年、『週刊少年ジャンプ』（集英社）にて『NINKU -忍空-』を連載開始。人気作品となり、1995年にはTVアニメ化されるも連載を中断。『月刊少年ジャンプ』（集英社）で単発の『忍空』を2回描いた後、漫画家活動を休止する。
2004年に活動を再開、2005年10月号から10年ぶりに『ウルトラジャンプ』（集英社）で『忍空-SECOND STAGE 干支忍編-』の連載を始め、2011年10月号で完結した。

## 人物
- 両親が東北出身。
- 身長は183cmの長身で、顔は『NINKU -忍空-』の巳忍の橙次に似る。
- 杉並区で生まれ、現在は東京の下町に住んでいる。
- 少年野球では左利きだったのでファーストを守っており、打順は6番だった。現在も草野球チームで野球をやっている。
- 2006年3月3日配信分の「ウルジャンナビゲーター」（音泉）にインターネットラジオ初出演を果たした。

## 作品リスト
- 戦国甲子園〜九犬士伝説〜（全6巻）
- NINKU -忍空-
  - 週刊少年ジャンプ掲載版：全9巻、文庫版全6巻
  - 干支忍編：全12巻
- ダリムの館（原作：蘇芳緋菜子） - TOKYO★1週間 2004/9/1増刊『MOVE!』掲載
- お魚大好き!オレンジおばけのウォーミィ（読切、最強ジャンプ2015年11月号）

## アシスタント
- 武井宏之
- 許斐剛